# Kana Kitahara
Kana Kitahara (北原 佳奈, Kitahara Kana), née le 17 décembre 1988, est une joueuse internationale de football japonaise.

## Biographie
Le 22 septembre 2013, elle fait ses débuts avec l'équipe nationale japonaise contre l'équipe du Nigeria. Elle participe à la Coupe du monde 2015. Elle compte 9 sélections en équipe nationale du Japon entre 2013 à 2015.

## Statistiques
Le tableau ci-dessous présente les statistiques de Kana Kitahara en équipe nationale
| Équipe du Japon | Équipe du Japon | Équipe du Japon |
| Année           | Matchs          | Buts            |
| --------------- | --------------- | --------------- |
| 2013            | 1               | 0               |
| 2014            | 6               | 0               |
| 2015            | 2               | 0               |
| Total           | 9               | 0               |

## Palmarès
- Finaliste de la Coupe du monde 2015